# Jorge Torres Aciego
Jorge Torres Aciego (Caraz, 20 de octubre de 1927 - 1999) fue un General de División del Ejército del Perú.

## Biografía
Nació en Caraz, Departamento de Áncash, en octubre de 1927. Egresado de la Escuela Militar de Chorrillos y en 1984 fue Jefe de la Quinta Región Militar, del 01/06/1989 al 13/02/1990 fue Superintendente de la Superintendencia Nacional de Administración Tributaria.

### Ministro de Defensa
El 28 de julio de 1990 fue designado Ministro de Defensa por el presidente Alberto Fujimori. Ejerciendo el cargo hasta el 6 de noviembre de 1991.

### Embajador en Israel
En 1992, Torres Aciego fue nombrado Embajador del Perú en Israel.